# Xilofág
Xilofágnak nevezzük a fásszárú növények fatestéből, azaz a xilémből táplálkozó élőlényeket, függetlenül attól, hogy a tápnövény már elpusztult, vagy még élő. Ezek az élőlények legtöbbször a fák és cserjék törzsében, tuskójában, ágaiban vagy kérge alatt élnek és táplálkoznak.
A xilofág fajok egy része csak elpusztult cserjékben, fákban, vagy az élő növény elpusztult részeiben él, azok részeit fogyasztja, ezeket szaproxilofágnak hívjuk.

## Xilofág fajok
Számos, egymástól rendszertanilag távol álló rendbe tartoznak, például:
- Gombák
- Bogarak
- Lepkék
- Hártyásszárnyúak
- Kétszárnyúak[3]

### Gombák

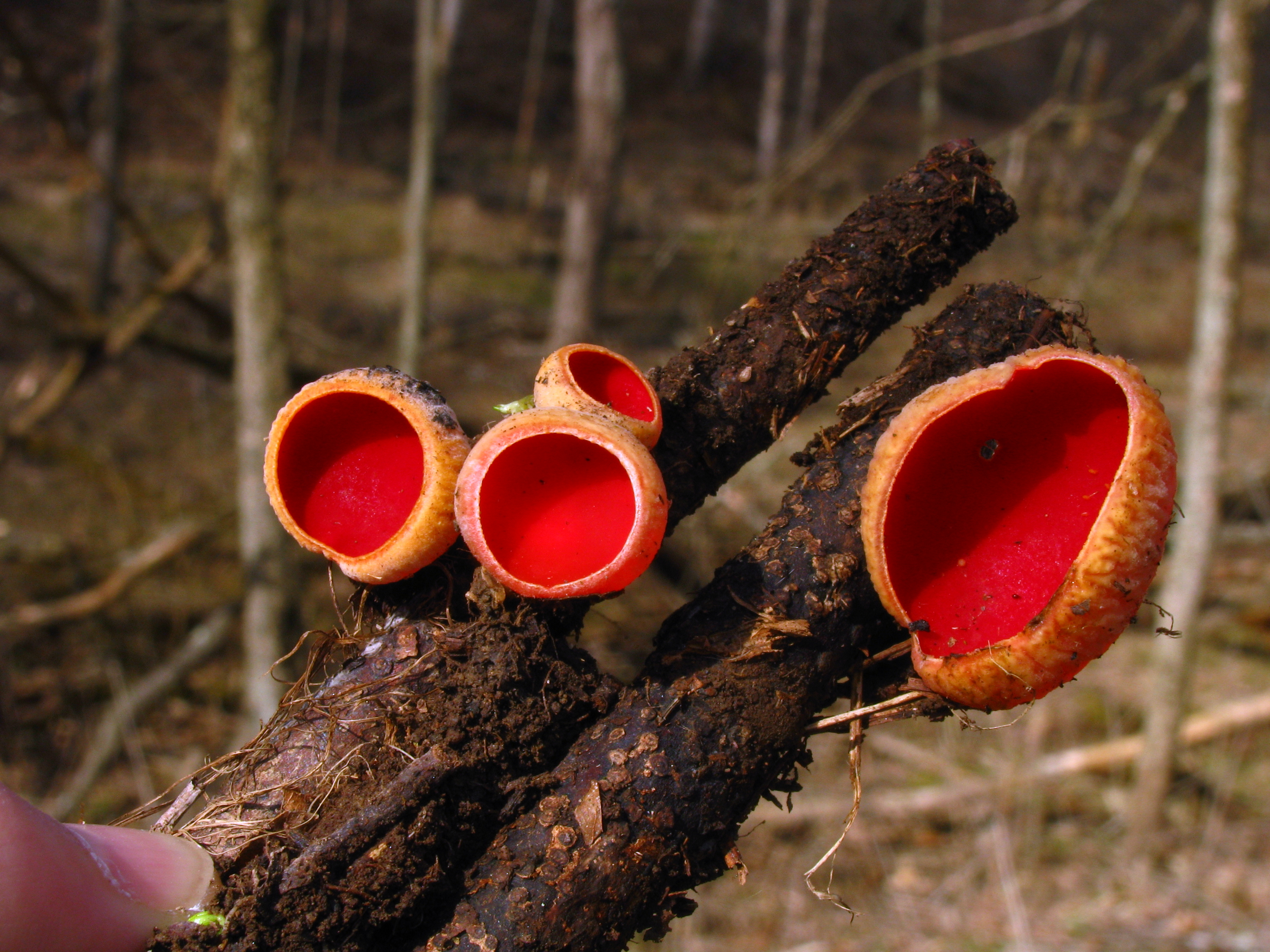
Osztrák csészegomba

A xilofág gombák elsősorban a sérült és legyengült fákat támadják meg. Gyengültségi parazitának is nevezik őket.
A legelterjedtebb xilofág, faanyagot bontó (farontó) gombák a taplógombák családjába tartoznak. A gombák az élő fákon, különböző sebekben, rovarrágás, fagyrepedés, letört ágak telepednek meg és fertőzik meg a fákat. A fertőzés helyén a fa elszíneződik, foltos lesz, erősen repedezik, korhadni kezd, a fában védekezésképpen álgesztesedés indul meg. Kivágás után a fa könnyen vetemedő, nehezen megmunkálható lesz. 
A fakorhadás lehet barna korhadás, aminél a gombák a cellulózt bontják, de a lignint nem károsítják, valamint fehér korhadás, amikor a gombák a fák ligninjét bontják, a cellulózállományt viszont érintetlenül hagyják.  A különböző tömlősgombák a nedves környezetben lévő fákon lágyrothadást okoznak.

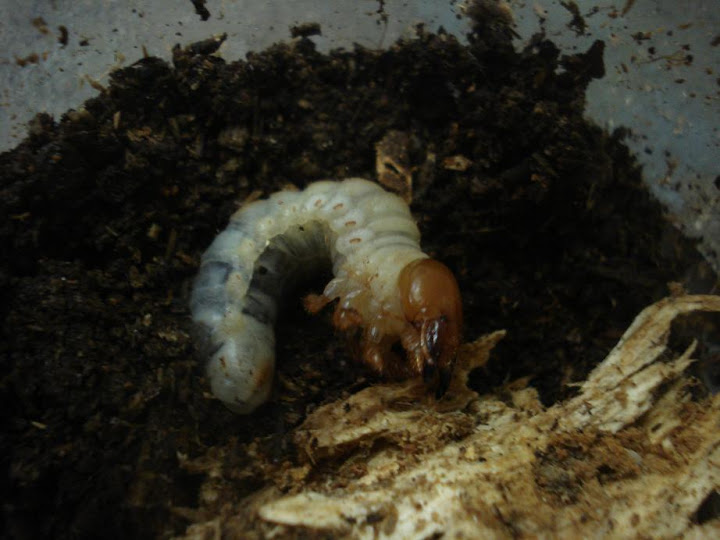
Nagy szarvasbogár lárva

### Rovarok
A fásszárú növények faszövetét (xilemet), valamint a kéreg- és háncs részt (floem) fogyasztják. Ezek a rovarok speciális szájszervvel, rágókkal rendelkeznek, amivel képesek a kemény fás szövet fogyasztására. Ezen rovarok egy része egész életükben csak fás részeket esznek, a fákban élnek, mint például a szúbogarak, más részük csak lárva állapotban táplálkoznak a fákból, imágóként virágport és fanedveket fogyasztanak, például a cincérfélék.
Morfológiai és életmódbeli sokszínűségük mellett, méretbeli különbségeik is jelentősek. Akadnak közöttük alig néhány milliméteres apróságok, például a szúbogarak és az akár 8 centiméteres nagyságot is elérő nagy szarvasbogarak.

## Károkozásuk

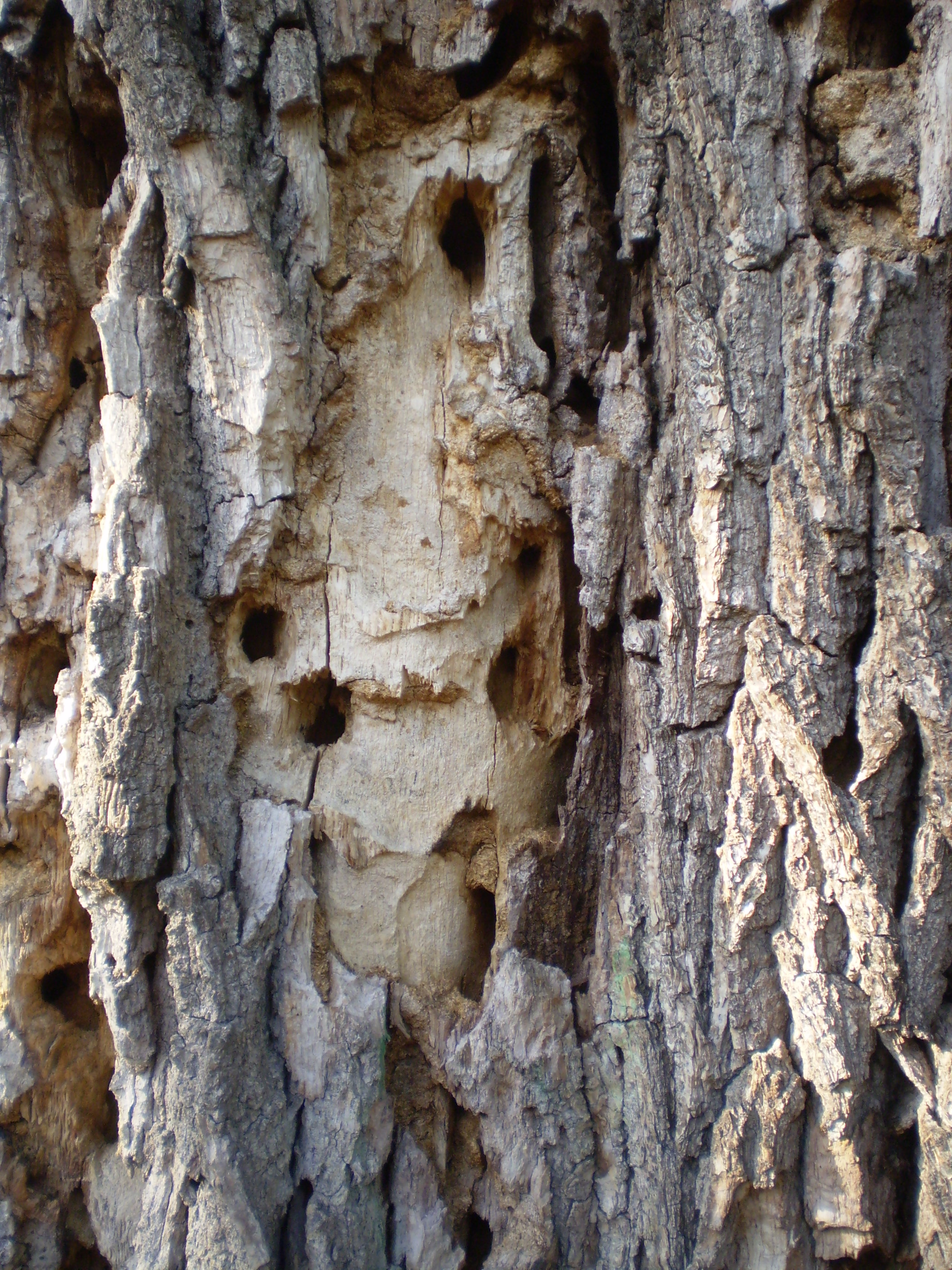
Nagy hőscincér lárvajáratai és kirepülőnyílásai

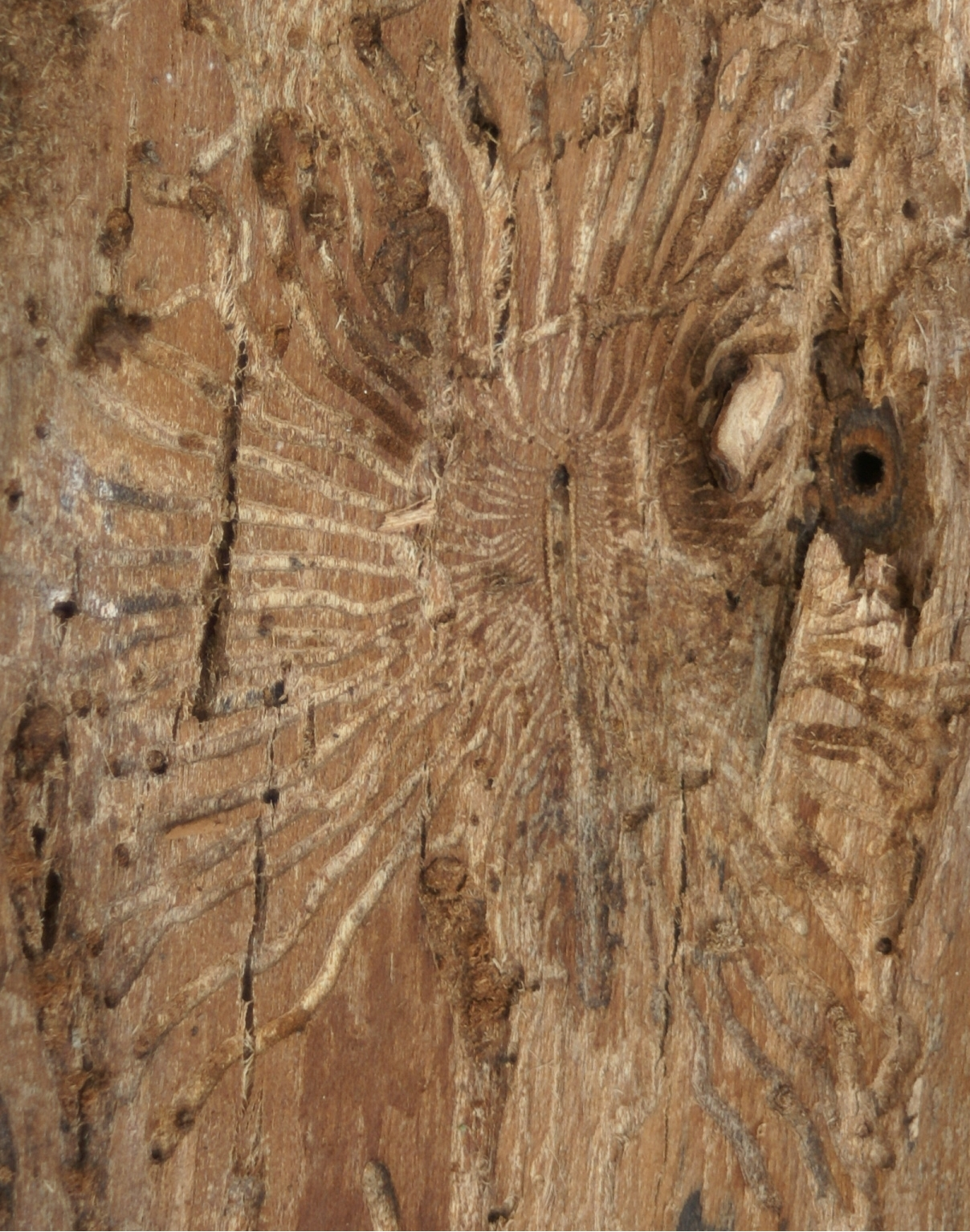
Kis szil szíjácsszú járatai

Az élő fában lakó és táplálkozó rovarok a folyamatos járat rágás és fa fogyasztás hatására jelentős mennyiségű faszövetet pusztítanak el. Ez ellen a fenyőfák gyantatermeléssel védekeznek. Ha ez mégsem sikerül, vagy olyan fajtájú a fa, hogy nem tud gyantát kiválasztani, a növényben megszűnik a nedvkeringés és a tápanyagforgalom, majd ezeken a rágott részeken a növény elhal. A rovarok folyamatosan veszik birtokba a fát, csak akkor hatolnak beljebb, ha már nincs folyamatos folyadékkeringés a szövetben.
Kedvező feltételek mellett tömegesen elszaporodhatnak, melynek hatására oly mértékű fapusztulást is előidézhetnek, ami akár egy egész erdő létét is veszélyeztetheti.
Általánosságban azonban elmondható, hogy az élő növényre a xilofág rovarok, mivel leggyakrabban csak a tápnövény kis részeit fogyasztják számottevő élettani hatást nem gyakorolnak. Tömeges károkozása igen ritkán következik be egészséges, természetes erdőkben. Tömeges fapusztulás általában a nagy kiterjedésű, nem optimális helyre telepített, azonos korú és fajtájú állományokban következik be. Ennek a környezetszennyezés és az aszályos idő is kedvezhet.
Magyarország tölgyeseiben és bükköseiben csak néhány xilofág faj van, melyek időnként és helyenként jelentősebb károkat okoznak. A tölgyesekben elsősorban a kétpettyes díszbogár, a bükkösökben pedig a zöld karcsúdíszbogár. Mindkét faj kártétele az időjárási anomáliákhoz, korábbi károkhoz (például lombrágás, a nem megfelelő erdőszerkezet, például záródáshiány) köthető. Ezekben az erdőkben a frissen elpusztult fák eltávolítása még a lárvák kikelése előtt javasolt.
A xilofág fajok kölcsönös együttélésére is van példa, ilyenkor még jelentősebb károkat tudnak okozni. Ezek a kapcsolatok mindkét fél számára előnyösek.
Erre példa a szilfavészt okozó Ceratocystis ulmi nevű tömlősgomba, melyek terjedését a szil szíjácsszúk segítik. A szúk járatokat fúrnak a fákba, amin keresztül már a gombák is be tudnak hatolni, azt bontani kezdik, a korhadó fa viszont a szúlárvák táplálkozásához szükséges. 
Ugyanilyen jellegű kapcsolat van egyes fadarazsak és gombák, valamint Monochamus cincérfajok és fonálférgek között.

## Hasznuk
A xilofág rovarok az erdei ökoszisztémákban jelentős szerepet töltenek be.
Nélkülük az erdők tápanyagkörforgalma jelentős mértékben lelassulna, a fás növényekben felhalmozott szerves anyag csak igen lassan jutna vissza a talajba.
A kemény faanyag bontásának megkezdését más élőlények nem lennének képesek elvégezni. Például a szú- és cincérfélék az elpusztult fákban járatokat rágnak, a xilimet felőrlik, így már a szaprofita gombák is képesek bejutni, folytatva tovább a bontási folyamatot. Ezek az élőlények a lebontási folyamat szinte mindegyik szakaszában részt vesznek, például egyes virágbogarak lárvái a már félig lebontott korhadékban, fakomposztban fejlődnek, táplálkoznak. Ez a további aprítás már a talajba keveredést segíti elő, ahol már a talajrétegben lakó apró ízeltlábúak, például atkák, ugróvillások is képesek a további bontás folytatására.
A különböző fejlődési stádiumú xilofág rovarok igen sokféle állat tápláléka. Ezen állatok egy jelentős része kizárólag xilofág rovarokat eszik.
A levegőben lévő, alkonyatkor kirepülő bogarakat főleg a denevérek és a baglyok zsákmányolják. A földön lévő korhadó törzsekben lévő lárvákat, bogarakat vaddisznó, borz, róka, barna medve, nyest, nyuszt, sün, vakond, cickány, erdei egér fogyasztja. 
A fásszárú növények belsejében lévők sincsenek biztonságban, azokat a harkályfélék szedegetik ki, melyek még az egészen mélyen lévő lárvákat is képesek kivenni, amivel jelentős károkat is okoznak, mivel néha az egészen vastag fatörzseket is szétbontják, a könnyen emészthető, energiadús táplálék után kutatva. De nemcsak a nagytestű lárvákat, hanem az apró szúkat is eszik, ezekből naponta akár 100 darabot is elfogyaszthatnak.

## Védelmük
A xilofág rovarok közül kerülnek ki a legveszélyeztetettebb fajok.
Életterük csökkenésével számuk is egyre kevesebb, mivel az elpusztult fák eltávolításával megszűnik a táplálkozó- és szaporodó lakóhelyük.
A legtöbb védett xilofág rovarállomány pontos magyarországi felmérése még nem készült el. Veszélyeztetettségük miatt, még populációméret becslésre sincs lehetőség, csak nem-invazív módszerekkel történhetnek a megfigyelések.

### Magyarország jelentősebb, védett xilofág rovarai
- óriás-tőrösdarázs
- orrszarvúbogár
- nagy szarvasbogár
- kis szarvasbogár
- bíborcincér
- nagy hőscincér
- diófacincér
- havasi cincér
- gyászcincér
- remetebogár
- kék pattanóbogár
- skarlátbogár
- magyar virágbogár
- pompás virágbogár
- hegyi virágbogár[11][13][14]

### Magyarország jelentősebb, xilofág rovarokkal táplálkozó védett állatai
- nagy fakopáncs
- kis fakopáncs
- csuszka
- búbos banka
- kék cinege
- léprigó
- fenyőrigó
- fülemüle
- mogyorós pele
- erdei pele
- kuvik
- erdei fülesbagoly[11]
- denevérek

### Veszélyeztető tényezők
- Egyre kevesebb az idős fa az erdőkben, az elpusztult példányokat rövid időn belül eltávolítják.
- Egyre gyakrabban a tuskók sem maradnak meg, azt speciális munkagépekkel fordítják ki a gyökérzet egy részével együtt.
- Még mindig fennálló nézet az erdőgazdálkodók körében, hogy az elpusztult, korhadó fák megbetegítik az egészséges példányokat is.
- Az erdőnevelés során egyre több vegyszert használnak a fák védelmében, ami károsan hat a xilofág polulációkra is.[15]

### Természetvédelmi célok
- Az idős erdők megőrzése, állományuk védelme.
- A korhadó és elhalt fák jelenlétének folyamatos biztosítása.
- A rovarirtó szerek használatának csökkentése, vagy megszüntetése. Természetes anyagokkal, vagy a fakártevők ellen, természetes ellenségeik betelepítésével való védekezés.[15]

### Erdőtervezési, gazdálkodási törekvések
- Biztosítani kell minden erdőben, minimum 5 db/ha mennyiségben a korhadó, vagy elpusztult fák jelenlétét.
- A korán odvasodó puhafa fajok kímélete, ezek biztosítják az erdőkben először a holt faanyagot.
- A végfelhasználású erdők kitermelésénél legalább 5% hagyásfa csoportok megkímélésére, különös tekintettel a holtfákra.
- Az odvasodó fák védelme, a földre hulló ágak, kidőlt fák, facsonkok összegyűjtésének korlátozása.
- A fák vegyszerezésének minimálisra csökkentése.[15][16]